# 神嵜重太郎
神嵜 重太郎（かんざき じゅうたろう、1882年9月13日 - 1942年5月22日）は、現在の兵庫県尼崎市出身で高砂部屋に所属した力士。本名は寺内 重三郎。166cm、75kg。最高位は東前頭13枚目。

## 経歴
愛嬌があって、重太と親しまれた力士。1901年1月初土俵。その後応召され日露戦争に従軍した。復帰後1907年1月十両昇進。1908年5月入幕した。幕内在位は3場所で幕下まで陥落したが、1915年6月まで相撲を取った。廃業後は旧両国国技館内に売店を出店した。

## 成績
- 幕内3場所13勝12敗2休3分預

## 改名
八ッ勇→神嵜